# Nemeskocs
Nemeskocs is een plaats (község) en gemeente in het Hongaarse comitaat Vas. Nemeskocs telt 376 inwoners (2001).